# Walter Heller
Pour les articles homonymes, voir Heller.
Walter Wolfgang Heller (27 août 1915 - 15 juin 1987) fut un économiste américain de renom dans les années 1960, conseiller influent du président John F. Kennedy lors de son mandat de président du Council of Economic Advisers de 1961 à 1964.

## Biographie
Issu d'une famille d'immigrants allemands, il naît à Buffalo (New York) et fait ses études secondaires dans le Wisconsin. Il obtient un doctorat en économie à l'Université du Wisconsin.
En 1945, il rejoignit la faculté de l'Université du Minnesota où il fit toute sa carrière. Au début de sa carrière, il contribua à la création du plan Marshall  et joua un rôle déterminant dans le rétablissement de la monnaie allemande après la Seconde Guerre mondiale. Après quelques années de service au gouvernement, il revint dans les années 1960, et fut pendant plusieurs années président du département d'économie. Il en fit un département de premier plan avec des embauches spectaculaires, dont les futurs lauréats du prix Nobel Leonid Hurwicz (2007), Edward C. Prescott (2004), Thomas J. Sargent (2011) et Christopher A. Sims (2011)
En tant que keynésien, il a encouragé la réduction des taux marginaux de l'impôt fédéral sur le revenu. Cette réduction d'impôt, adoptée avec enthousiasme par le président Lyndon B. Johnson et le Congrès après la mort de Kennedy, a été reconnue pour avoir stimulé l'économie américaine. En dépit de ce succès dans la « guerre contre la pauvreté », Heller démissionna lorsque Johnson insista pour continuer la guerre du Vietnam sans augmenter les impôts, ouvrant la voie à une spirale inflationniste.
Il était par ailleurs un critique farouche des partisans de Milton Friedman, auxquels il reprochait notamment leur sectarisme.
Il fut élu à l'Académie américaine des arts et des sciences en 1962 et à l'American Philosophical Society en 1975,.
Il décéda à Silverdale (Washington) le 15 juin 1987 à l'âge de 71 ans. Lors de ses obsèques, l'économiste Alan Greenspan le qualifia de « père de la politique économique moderne ».
En 1999, l'Université du Minnesota a renommé la tour de gestion et d'économie, située sur la rive ouest de son campus de Minneapolis, Walter W. Heller Hall en l'honneur de feu Walter Heller. Le bâtiment abrite des services de conseil aux étudiants en plus de fournir des salles de classe,. En 2010, le département d'économie de l'Université du Minnesota a annoncé la création de l'Institut d'économie Heller-Hurwicz, honorant l'héritage de Walter Heller et de Leonid Hurwicz, membre du corps professoral du Minnesota.

## Sources
- (en) Cet article est partiellement ou en totalité issu de l’article de Wikipédia en anglais intitulé « Walter Heller » (voir la liste des auteurs).